# Lenny Pidgeley
Leonard "Lenny" James Pidgeley (Londres, Inglaterra, 7 de febrero de 1984) es un futbolista inglés, se desempeña como guardameta y actualmente juega en el Exeter City.

## Clubes
| Club               | País       | Año         |
| ------------------ | ---------- | ----------- |
| Chelsea FC         | Inglaterra | 2002 - 2003 |
| Watford FC         | Inglaterra | 2003 - 2004 |
| Chelsea FC         | Inglaterra | 2004 - 2006 |
| Millwall FC        | Inglaterra | 2006 - 2008 |
| Woking FC          | Inglaterra | 2008        |
| Millwall FC        | Inglaterra | 2008 - 2009 |
| Carlisle United FC | Inglaterra | 2009 - 2010 |
| Bradford City      | Inglaterra | 2010 - 2011 |
| Exeter City FC     | Inglaterra | 2011 -      |

- Datos: Q839035
- Multimedia: Lenny Pidgeley / Q839035